# Apacilagua
Apacilagua é uma cidade hondurenha do departamento de Choluteca.